# 篠崎愛の初体験ラボ アブナイ生検証バラエティー
『篠崎愛の初体験ラボ アブナイ生検証バラエティー』（しのざきあいのしょたいけんラボ アブナイなまけんしょうバラエティー）はインターネットテレビ局AbemaTVのAbemaSPECIALチャンネルで2016年4月13日から2018年3月29日まで配信されたバラエティ番組。毎週水曜日22:00から23:00に原則生配信、ごくたまに収録配信されており、AbemaTV開局初週から開始されていた。2018年3月29日配信、第99回で最終回を迎えた。

## 概要
グラビアタレントで歌手の研究員・篠崎愛が世の中のいろんなことを初体験！　“危ないことを視聴者に代わって初体験し報告する”というテーマ性で開始。第1回は催眠術。
徐々に篠崎愛の体当たり企画が話題となり、巨乳グラビアアイドルという特性を持ち味にしたグラビアアイドル対決企画や、笑いでもっとも胸を揺らせる芸人を決める「G-1グランプリ」のほか、篠崎の男っぽいさばけた性格を活かした企画、隠れた演技力を引き出すシチュエーション企画など篠崎のキャラクターを活かした様々な企画を行った。
また研究所という設定を活かし、AbemaTV立ち上げ初期にはAbemaTVとソニー4Kテレビ機器とのタイアップに選ばれるなどフラッグシップ番組でもあった。最終回テーマは「篠崎愛が最終回を初体験したら」。
2017年4月から9月までは「WEEKDAYS PM 10:00 ON AIR」枠番組として配信。

## 出演者

### レギュラー
- 篠崎愛[9][10]– 研究員[注 1]
- アルコ&ピース（所長：平子祐希、助手：酒井健太）

### 準レギュラー
- 吉木りさ[11]– 様々な企画でライバルとして登場。「篠崎愛VS吉木りさ！炎の7番勝負2時間SP」と題されたスペシャル番組も配信された。

## スタッフ
- 構成：デーブ八坂、大塚泰博
- CGデザイン：永井秀実
- カメラ：松原学、伊藤三輝
- 音声：矢作圭祐、小粥二郎、角田彰久
- 技術協力：文化工房、東京サウンドプロダクション
- キャスティング：河村由香
- 制作進行：鈴木和美（AbemaTV）
- 演出補：権田裕輔
- ディレクター：後藤琢磨、川跡友里、山本希江
- 演出：佐藤啓
- プロデューサー：渡邊洋介（AbemaTV）
- 制作協力：NONぷれ
- 制作著作：AbemaTV